# Robert Kubica
Robert Józef Kubica (phát âm tiếng Ba Lan: [ˈrɔbɛrt kuˈbit͡sa] ⓘ, sinh ngày 7 tháng 12 năm 1984) là một tay đua người Ba Lan. Tính đến năm 2022, anh là tay đua người Ba Lan duy nhất thi đấu ở Công thức 1. Từ năm 2006 đến 2009, anh lái xe cho đội BMW Sauber sau khi được thăng cấp từ tay đua dự bị lên tay đua chính thức vào năm 2006. Vào tháng 6 năm 2008, Kubica đã giành chiến thắng Công thức 1 đầu tiên và duy nhất của mình tại giải đua ô tô Công thức 1 Canada 2008. Mùa giải đó, anh đã dẫn đầu chức vô địch ở một giai đoạn, trước khi đứng thứ 4 chung cuộc. Đó cũng là vị trí tốt nhất trong sự nghiệp của anh ấy. Kubica đã đua cho Renault vào năm 2010 và dự định ở lại với đội vào năm 2011. Vài năm sau, Kubica xác nhận rằng anh đã ký hợp đồng trước mùa giải 2012 với Ferrari, một động thái cuối cùng đã bị hủy bỏ do vụ va chạm tàn khốc của anh ấy vào đầu năm 2011.
Vào ngày 6 tháng 2 năm 2011, Kubica bị thương nặng trong một vụ va chạm tại chặng đua rally Ronde di Andora, khiến cánh tay phải của anh bị đứt một phần. Kubica nói với tờ báo La Gazzetta dello Sport của Ý trong một cuộc phỏng vấn bên giường bệnh rằng anh ấy có thể cảm nhận được các ngón tay ở bàn tay phải của mình và quyết tâm nhanh chóng quay trở lại công thức 1 vào năm 2011. Tuy nhiên, kể từ khi sức khỏe trở lại tốt, anh ban đầu tuyên bố rằng việc trở lại công thức 1 là "gần như không thể" vì chấn thương của anh ấy. Kể từ đó, anh đã tham gia các cuộc lái thử với Renault và Williams và thừa nhận rằng việc trở lại Công thức 1 trong tương lai gần không phải là không thể. Kubica trở lại đua xe vào tháng 9 năm 2012. Kubica được tạp chí Top Gear vinh danh là một trong "người đàn ông của năm 2012" khi trở lại đua xe ô tô. Anh tiếp tục giành được danh hiệu đầu tiên của giải đua WRC-2 và tiến tới chức vô địch toàn thời gian của giải WRC vào năm 2014, lái chiếc Ford Fiesta RS WRC do M-Sport chuẩn bị. Vào ngày 16 tháng 1 năm 2018, có thông báo rằng Kubica sẽ trở thành tay đua dự bị của Williams cho mùa giải 2018.
Vào ngày 22 tháng 11 năm 2018, Kubica đã chính thức trở thành tay đua chính của đội Williams cho mùa giải công thức 1 năm 2019. Anh đã rời đội Williams vào cuối năm 2019 và chuyển sang giải đua Deutsche Tourenwagen Masters trong khi vẫn duy trì sự hiện diện ở Công thức 1 với tư cách là tay đua dự bị cho Alfa Romeo. Anh đã xuất hiện một số lần trong các buổi tập tự do với vai trò là tay đua dự bị và vào năm 2021, anh đã thay thế Kimi Räikkönen tại các chặng đua ở Hà Lan và Ý.

## Sự nghiệp

### Công thức 1 (2006-2011, từ năm 2017 trở đi)

#### BMW Sauber (2006-2009)

##### 2006: Mùa giải đầu tiên trong sự nghiệp với tư cách là tay đua Công thức 1 người Ba Lan đầu tiên
Năm 2006, Kubica trở thành tay đua dự bị chính thức cho đội đua công thức 1 BMW Sauber. Vào tháng 8 năm 2006, đồng đội của Kubica, Jacques Villeneuve, phàn nàn về những cơn đau đầu sau tai nạn của anh ấy trong giải đua ô tô Công thức 1 Đức. Kubica đã được ban quản lý đội chọn để thay thế anh ta tại giải đua ô tô Công thức 1 Hungary.

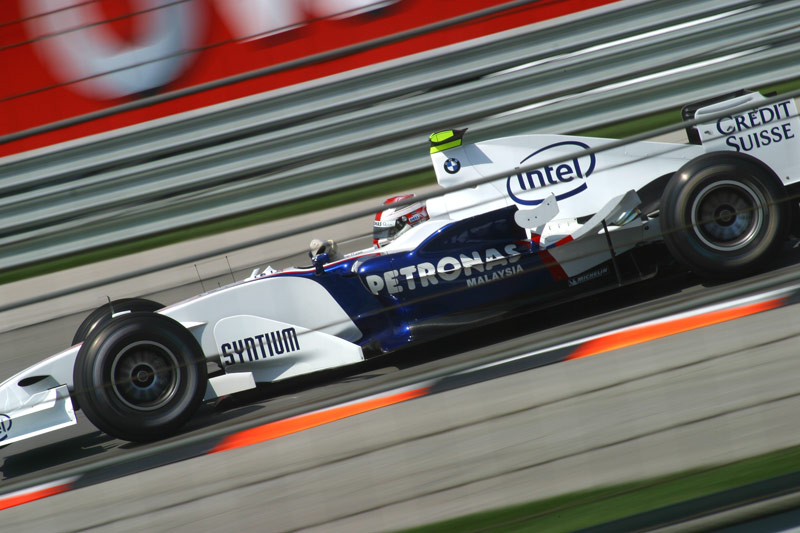
Robert Kubica tại giải đua ô tô Công thức 1 Hoa Kỳ 2006

Kubica vượt qua vòng loại ở vị trí thứ 9, đánh bại đồng đội giàu kinh nghiệm hơn Nick Heidfeld. Trong cuộc đua, anh về đích ở vị trí thứ 7 nhưng bị loại sau cuộc đua vì xe thiếu cân. Villeneuve quyết định rời đội BMW Sauber ngay sau chặng đua đó và vị trí của Kubica trong đội trong phần còn lại của mùa giải đã được BMW xác nhận.
Kubica đã có một cuộc đua đáng thất vọng tại giải đua ô tô Công thức 1 Thổ Nhĩ Kỳ sau khi về đích ở vị trí thứ 12 sau một sai lầm trong việc lựa chọn lốp xe. Heidfeld, người đã bị trì hoãn trong một vụ tai nạn ở góc cua đầu tiên, xếp sau Kubica. Trong chặng đua thứ ba của mình ở Ý, Kubica đã cán đích ở vị trí thứ 3 và trở thành tay đua Công thức 1 người Ba Lan đầu tiên lên bục trao giải và cũng đồng thời trở thành tay đua Ba Lan đầu tiên dẫn đầu một chặng đua. Anh là tay đua đầu tiên kể từ Alexander Wurz vào năm 1997 về đích trên bục sau ba lần xuất phát công thức 1 đầu tiên của mình. Ở Trung Quốc, anh lại về đích thứ 13 sau một sai lầm trong việc lựa chọn lốp xe. Sau khi đi chệch hướng ở lượt đầu tiên của cuộc đua, anh ấy đã từ vị trí thứ 17 tụt xuống thứ 5 trước khi vào làn pit. Anh là người đầu tiên thay lốp intermediate sang lốp khô sau khi đường đua bắt đầu khô. Quyết định này được đưa ra quá sớm: một vòng tiếp theo rất chậm trong điều kiện cực kỳ ẩm ướt và trơn trượt và một lần dừng ở làn pit khác để chuyển lốp intermediate đã khiến anh mất điểm.
Anh kết thúc mùa giải này ở vị trí thứ 16 với 6 điểm với kết quả tốt nhất là vị trí thứ 3 tại giải đua ô tô Công thức 1 Ý.

##### 2007: Một cú tai nạn kinh hoàng tại giải đua ô tô Công thức 1 Canada

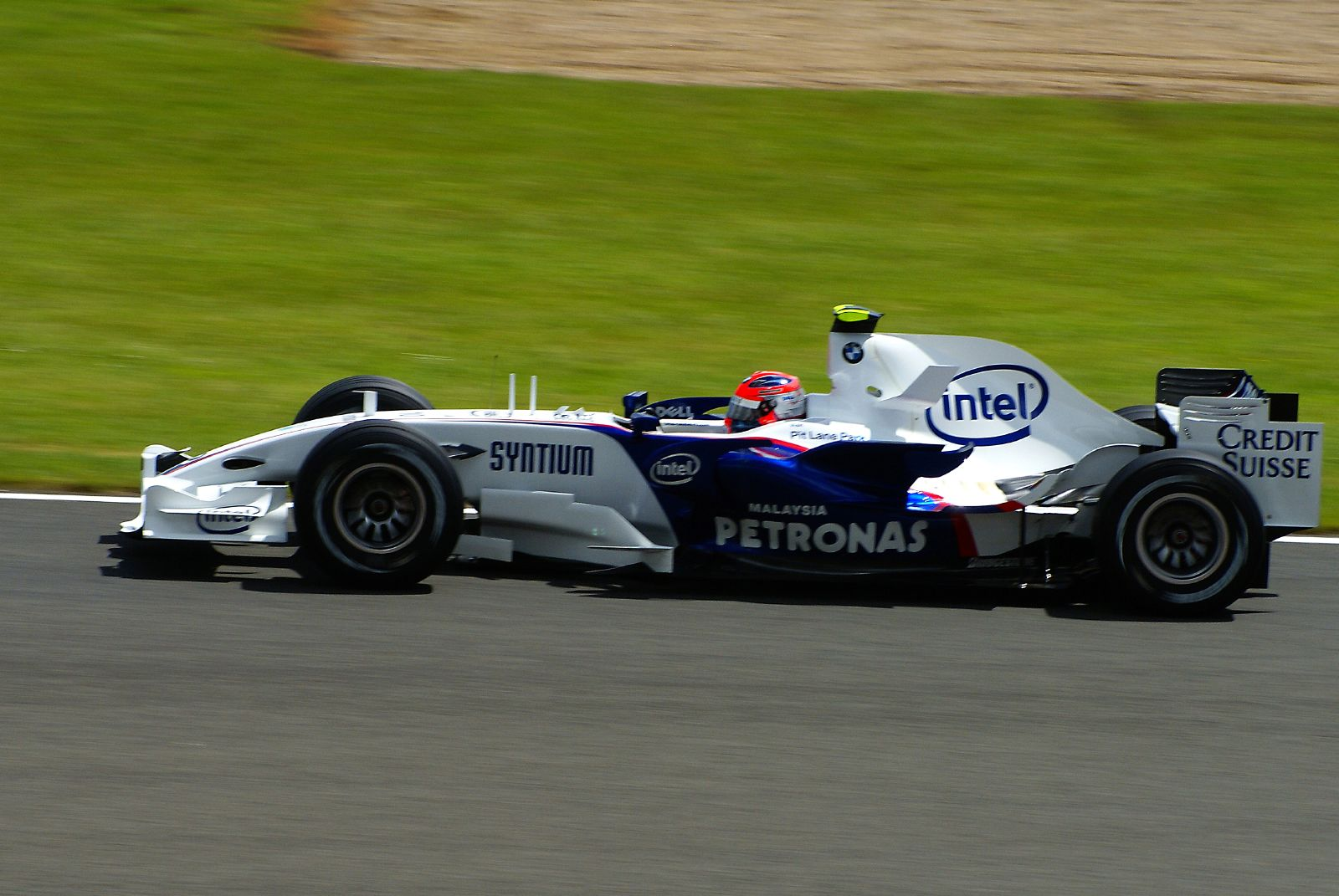
Robert Kubica tại giải đua ô tô Công thức 1 Anh 2007

Tại giải đua ô tô Công thức 1 Canada, Kubica đã gặp một vụ va chạm nghiêm trọng khi tiến gần đến vòng cua ở vòng đua 27. Xe của anh ấy va chạm với chiếc xe Toyota của Jarno Trulli và va phải một cái lỗ trên bãi cỏ khiến mũi xe nâng lên không trung và khiến anh ấy không phanh được. Sau đó, chiếc xe tông vào bức tường chắn bằng bê tông và lăn khi quay trở lại đường đua, va vào bức tường đối diện ở bên ngoài vòng cua và dừng lại ở một bên. Chiếc xe bị hư hỏng nặng và người ta có thể nhìn thấy bàn chân của Kubica lộ ra ngoài qua phần mũi xe bị hư hỏng. Tốc độ đo được khi ô tô của anh ấy tông vào hàng rào là 300,13 km/h (186,49 dặm/giờ) ở góc 75 độ khiến Kubica phải giảm tốc độ trung bình là 28 g. Sau khi dữ liệu từ máy ghi dữ liệu tai nạn được phân tích, người ta thấy rằng anh ta đã phải chịu 75 G.
Trong lúc xe an toàn, Kubica được đưa ra khỏi xe và đưa đến trung tâm y tế của trường đua nơi anh được thông báo là đang trong tình trạng "ổn định". Ngay sau đó, người quản lý của anh, Daniele Morelli, cho biết Kubica đã tỉnh và có thể nói chuyện. Ban đầu có thông tin cho rằng Kubica có thể bị gãy chân, tuy nhiên, giám đốc đội Mario Theissen sau đó đã xác nhận rằng anh không bị thương nặng. Các báo cáo khác từ buổi tối muộn của ngày đua xác nhận rằng Kubica đã bị chấn động nhẹ và bị bong gân mắt cá chân. Sau khi được giữ lại qua đêm để theo dõi, Kubica xuất viện vào ngày hôm sau. Vào ngày 14 tháng 6, Kubica đã không tham gia giải đua ô tô Công thức 1 Hoa Kỳ và được thay thế bởi tay đua dự bị Sebastian Vettel. Sau khi bỏ lỡ chặng đua ở Indianapolis, anh trở lại tham dự giải đua ô tô Công thức 1 Pháp, nơi anh ấy vượt qua vòng loại và về đích ở vị trí thứ 4, và đựoc Martin Brundle trao giải tay đua xuất sắc nhất của đài truyền hình. Sau đó, anh tiếp tục về thứ 4 một lần nữa tại giải đua ô tô Công thức 1 Anh.
Kubica đã thể hiện tốt trong mùa giải 2007 và liên tục về đích ở vị trí ghi điểm. Anh kết thúc mùa giải này ở vị trí thứ 6 với 39 điểm.

##### 2008: Mùa giải thành công nhất trong sự nghiệp với chiến thắng ở Canada

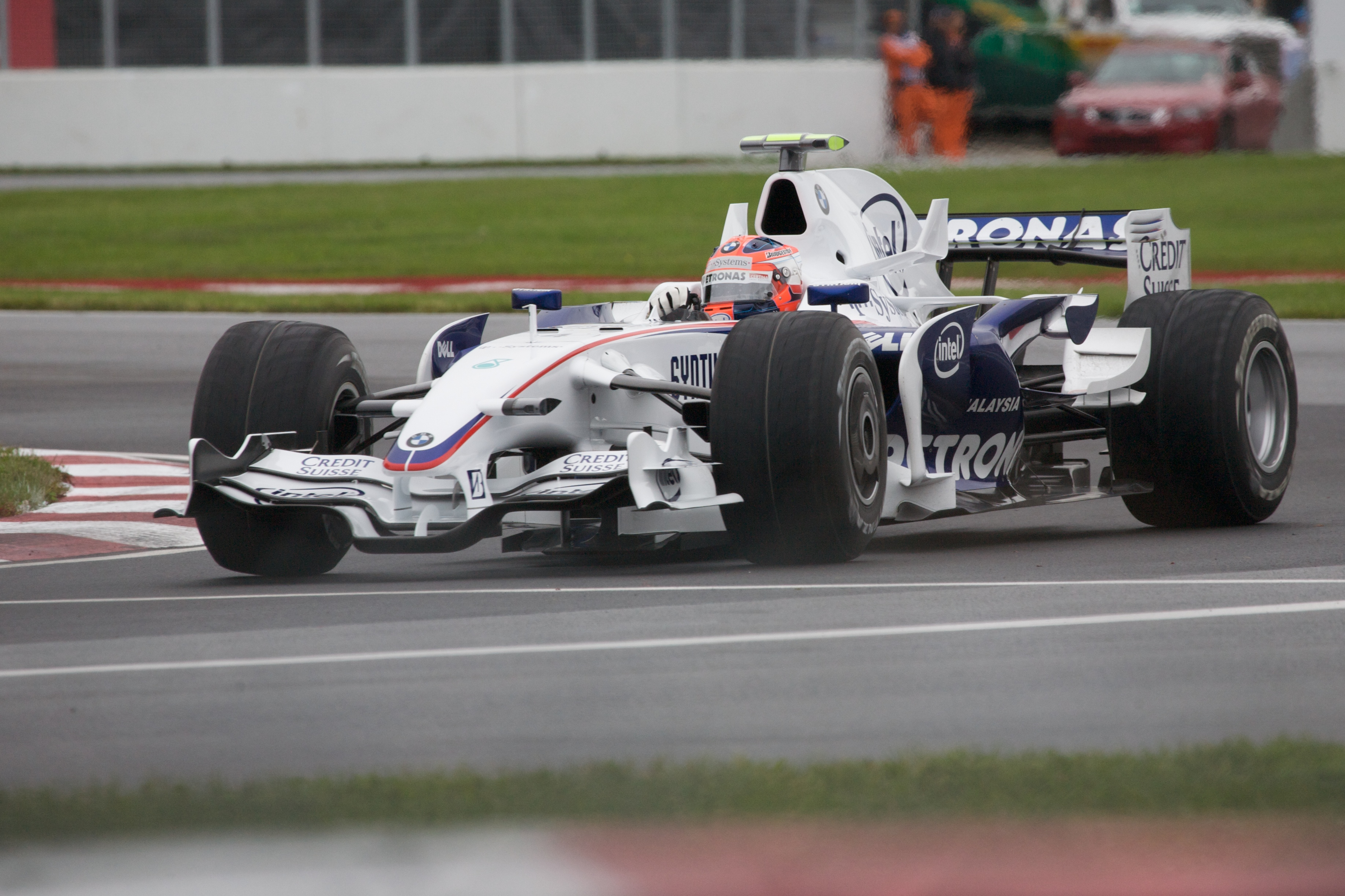
Robert Kubica tại giải đua ô tô Công thức 1 Canada nơi anh giành được chiến thắng đầu tiên và duy nhất trong sự nghiệp Công thức 1 của mình.

Kubica đã được giữ lại với tư cách là tay đua chính của BMW Sauber cho mùa giải 2008 đã được xác nhận vào ngày 21 tháng 8 năm 2007. Trong nửa đầu mùa giải, Kubica đã vượt qua vòng phân hạng một cách xuất sắc. Anh đã đạt được vị trí pole (vị trí xuất phát dẫn đầu) đầu tiên của anh và cho đội BMW Sauber tại giải đua ô tô Công thức 1 Bahrain và về đích ở vị trí thứ hai ở các chặng đua ở Malaysia và Monaco.
Vào ngày 8 tháng 6 năm 2008 tại giải đua ô tô Công thức 1 Canada, Kubica đã giành được chiến thắng đầu tiên trong sự nghiệp công thức 1 của mình. Anh xuất phát ở vị trí thứ hai và vượt qua người dẫn đầu cuộc đua là Lewis Hamilton sau khi đổi lốp lần đầu tiên vì đội BMW Sauber đã hoàn thành lần đổi lốp nhanh hơn. Khi rời khỏi làn pit, Kubica và Kimi Räikkönen dừng lại ở lối ra của làn đường pit để đợi đèn xanh. Hamilton, chạy ngay phía sau họ, đã vượt đèn và đâm vào Räikkönen và khiến cả hai phải bỏ cuộc ngay lập tức. Sau đó, anh đã chiếm lấy vị trí dẫn đầu cho đến hết cuộc đua. Các tay đua của đội BMW Sauber giữ và về đích ở vị trí thứ nhất và thứ nhì và chiến thắng đó đã giúp Kubica dẫn đầu trong bảng xếp hạng các tay đua.
Ở nửa cuối của mùa giải, thành tích của đội BMW Sauber bắt đầu yếu hơn. Ở giải đua ô tô Công thức 1 Pháp tại trường đua Magny-Cours, Kubica về thứ 5. Anh đã phàn nàn về các vấn đề khí động học của chiếc xe. thứ sáu. Ở giải đua ô tô Công thức 1 Nhật Bản, anh xuất phát ở vị trí thứ 6. Khi bắt đầu cuộc đua, một số tay đua đã phanh quá muộn ở vòng cua đầu tiên. Kubica vượt qua một số ô tô và vươn lên dẫn đầu. Anh đã dẫn đầu 16 vòng nhưng để thua Fernando Alonso ở lựot đổi lốp đầu tiên. Kubica về nhì sau khi bảo vệ vị trí của mình ở cuối cuộc đua trước Räikkönen nhanh hơn (vòng đua nhanh nhất của Räikkönen nhanh hơn 0,6 giây so với anh). Tiếp theo đó, anh lên bục trao giải một lần tiếp theo ở giải đua ô tô Công thức 1 Ý mưa gió.
Kubica đã kết thúc mùa giải này ở vị trí thứ tư trong BXH các tay đua.

##### 2009: Mùa giải cuối cùng với BMW Sauber

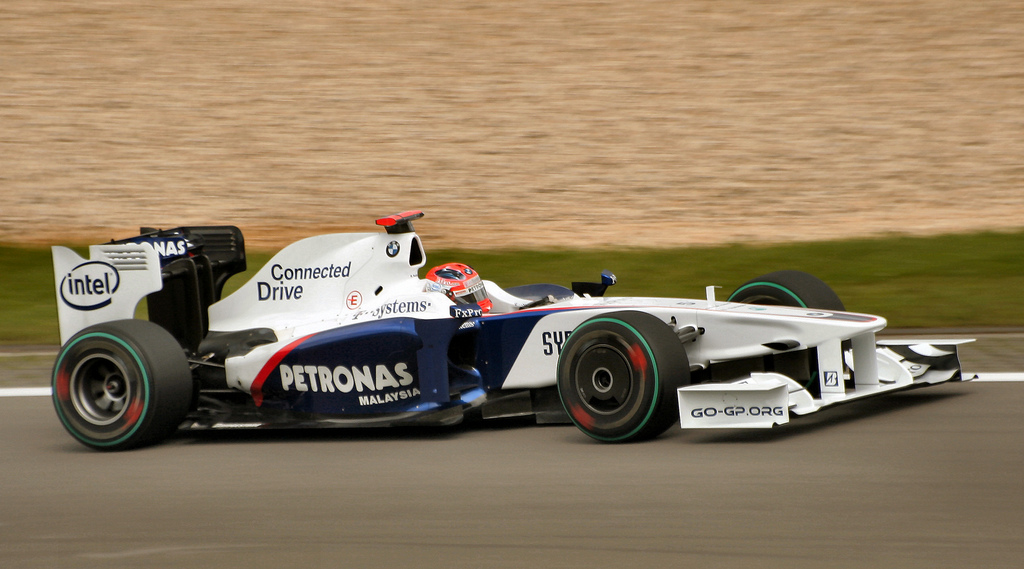
Robert Kubica tại giải đua ô tô Công thức 1 Đức 2009

Tại chặng đua mở màn mùa giải 2009 ở Melbourne, Kubica đã vượt qua vòng phân hạng ở vị trí thứ tư. Trong cuộc đua, anh đang ở vị trí thứ ba và thu hẹp khoảng cách với hai chiếc xe dẫn đầu trước khi va chạm với Sebastian Vettel khi cố gắng vượt qua anh ta. Sau sự cố, Kubica tiếp tục đi một đoạn ngắn nhưng đâm vào tường ở góc cua tiếp theo. Vettel sau đó bị coi là chịu trách nhiệm về vụ tai nạn và bị phạt 10 bậc xuất phát ở chặng đua tiếp theo ở Malaysia. Ông chủ BMW Mario Theissen đã tuyên bố rằng Kubica lẽ ra đã có thể thắng cuộc đua này trước Jenson Button nếu như không va chạm với Vettel.
Tại giải đua ô tô Công thức 1 Malaysia, Kubica vượt qua vòng phân hạng ở vị trí thứ 8 nhưng được thăng hạng lên vị trí thứ 6 sau án phạt mười bậc của Vettel vì đã gây ra vụ va chạm ở Úc và án phạt tụt năm bậc của Rubens Barrichello vì thay đổi hộp số của anh ta. Tuy nhiên, anh đã phải bỏ cuộc rất sớm trong cuộc đua vì sự cố động cơ. Hai chặng đua tiếp theo, Trung Quốc và Bahrain, đã gây thất vọng cho đội BMW Sauber khi cả Kubica và đồng đội Heidfeld đều về đích ngoài vị trí tính điểm với một chiếc xe F1.09 không cạnh tranh được.
Tại giải đua ô tô Công thức 1 Thổ Nhĩ Kỳ, đội đã lắp đạt bộ khuếch tán kép lên chiếc xe của đội. Hiệu suất của chiếc xe đã được cải thiện và Kubica đã ghi được điểm đầu tiên trong mùa giải với vị trí thứ 7. Tại giải đua ô tô Công thức 1 Brasil, Kubica đã lên bục trao giải lần đầu tiên trong mùa giải bất chấp vấn đề về nhiệt độ động cơ khi cán đích ở vị trí thứ 2 với khoảng cách kém người chiến thắng Mark Webber 7,6 giây. Vào ngày 29 tháng 7 năm 2009, BMW thông báo rằng họ sẽ rời Công thức 1 vào cuối năm 2009 và điều này khiến Kubica trở thành tay đua tự do cho mùa giải 2010. Đối với mùa giải 2010, anh đã ký hợp đồng với đội đua Renault F1, đội đua mà anh đã lái thử trong sự nghiệp của mình.